# Wuhai
Wuhai (Forenklet kinesisk: 乌海; traditionel kinesisk: 烏海; pinyin: Wūhǎi; mongolsk: ; transskription: Üqai) er en by på præfekturniveau i den autonome region Indre Mongoliet i Folkerepublikken Kina beliggende ved den Gule Flod mellem Gobi- og Ordosørkenen.
Det har et areal på 1,754 km², og en befolkning på 430.000 mennesker, med en tæthed på 245 indb./km² (2007).

## Administrative enheder
Bypræfekturet Wuhai har jurisdiktion over tre distrikter (区 qū).
| Kort            | #        | Navn     | Hanzi       | Pinyin  | Befolkning (2004 est.) | Areal (km²) | Indb./km² |
| --------------- | -------- | -------- | ----------- | ------- | ---------------------- | ----------- | --------- |
| Kort over Wuhai |          |          |             |         |                        |             |           |
| Distrikter      |          |          |             |         |                        |             |           |
| 1               | Haibowan | 海勃湾区 | Hǎibówān Qū | 200.000 | 529                    | 378         |           |
| 2               | Hainan   | 海南区   | Hǎinán Qū   | 100.000 | 1.005                  | 100         |           |
| 3               | Wuda     | 乌达区   | Wūdá Qū     | 130.000 | 220                    | 591         |           |

## Trafik
Kinas rigsvej 110 løber gennem området. Den begynder i Beijing og passerer gennem Zhangjiakou, Jining, Hohhot og Baotou til den ender i Yinchuan i den autonome region Ningxia Hui.